# Израильско-тунисские отношения
Израильско-тунисские отношения — двусторонние дипломатические отношения между Израилем и Тунисом. Оба государства поддерживают ограниченные отношения с 1950-х годов.

## История
Самые первые контакты между Израилем и Тунисом имели место в ООН в Нью-Йорке, в 1951-52 годах, когда представители Туниса подошли к израильской делегации и лидерам рабочей партии Израиля. В июне 1952 года Бахи Ладгам, приближённый Хабиба Бургибы встретился с Гидеоном Рафаэлем в поисках поддержки по вопросу тунисской независимости. Бургиба заявил, что не будет добиваться ликвидации Израиля и будет работать над установлением мира в регионе. В 1956 году после провозглашения независимости Туниса он тайно встретился с Яаковом Цуром, послом Израиля во Франции. Позже в том же году Цур встретился с министром финансов Туниса, который искал помощи Израиля в создании кооперативных сельскохозяйственных поселений.
Операция «Деревянная нога» — была атакой Израиля на штаб ООП в тунисском городе Хаммам аль Шот, в 12 милях от столицы страны. Это была ответная акция после того, как трое израильских граждан были убиты около Ларнаки, Кипр. Это произошло 1 октября 1985 года. В результате было от 47 до 71 убитых, около 15 из них тунисские гражданские лица, а также около 100 человек были ранены.
Тунис утверждает, что он играл большую роль в секретных переговорах между ООП и Израилем, которые привели к Декларации Принципов палестинского самоуправления, подписанной в сентябре 1993 года. Вскоре после этого, израильская делегация посетила Тунис для переговоров. Салах Масауи, генеральный директор тунисского МИДа заявил, что не видел никаких препятствий для установления дип. отношений с Израилем. В 1993 году Йоси Бейлин, исполнительный министр иностранных дел Израиля посетил Тунис. Прямая телефонная линия была установлена в июле 1993 года. После закрытия офисов ООП в Тунисе в июне 1994 года, в страну приехали первые израильские туристы.
В 1994 году были открыты каналы связи между Израилем и Тунисом через бельгийское посольство в Тель-Авиве. Министр иностранных дел Туниса Хабиб Бен Яхья и его израильский коллега Эхуд Барак встретились в Барселоне в 1995 году и расширили официальные отношения между двумя странами после того, как они были ограничены «двумя каналами связи» в бельгийских посольствах в Тунисе и Тель-Авиве. 22 января 1996 года Гос. секретарь США Уоррен Кристофер объявил, что «впервые Израиль и Тунис откроют официальные представительства, называемые „секции интересов“ в обеих странах. К 15 апрелю того же года каждая страна будет принимать представителей другой стороны для облегчения политических консультаций, туризма и торговли между обеими странами». Согласно этому плану, Израиль открыл офис интересов в Тунисе в апреле, а шесть недель спустя тунисский дипломат Khemaies Jhinaoui отправился в Израиль открывать офис интересов его страны в Тель-Авиве.

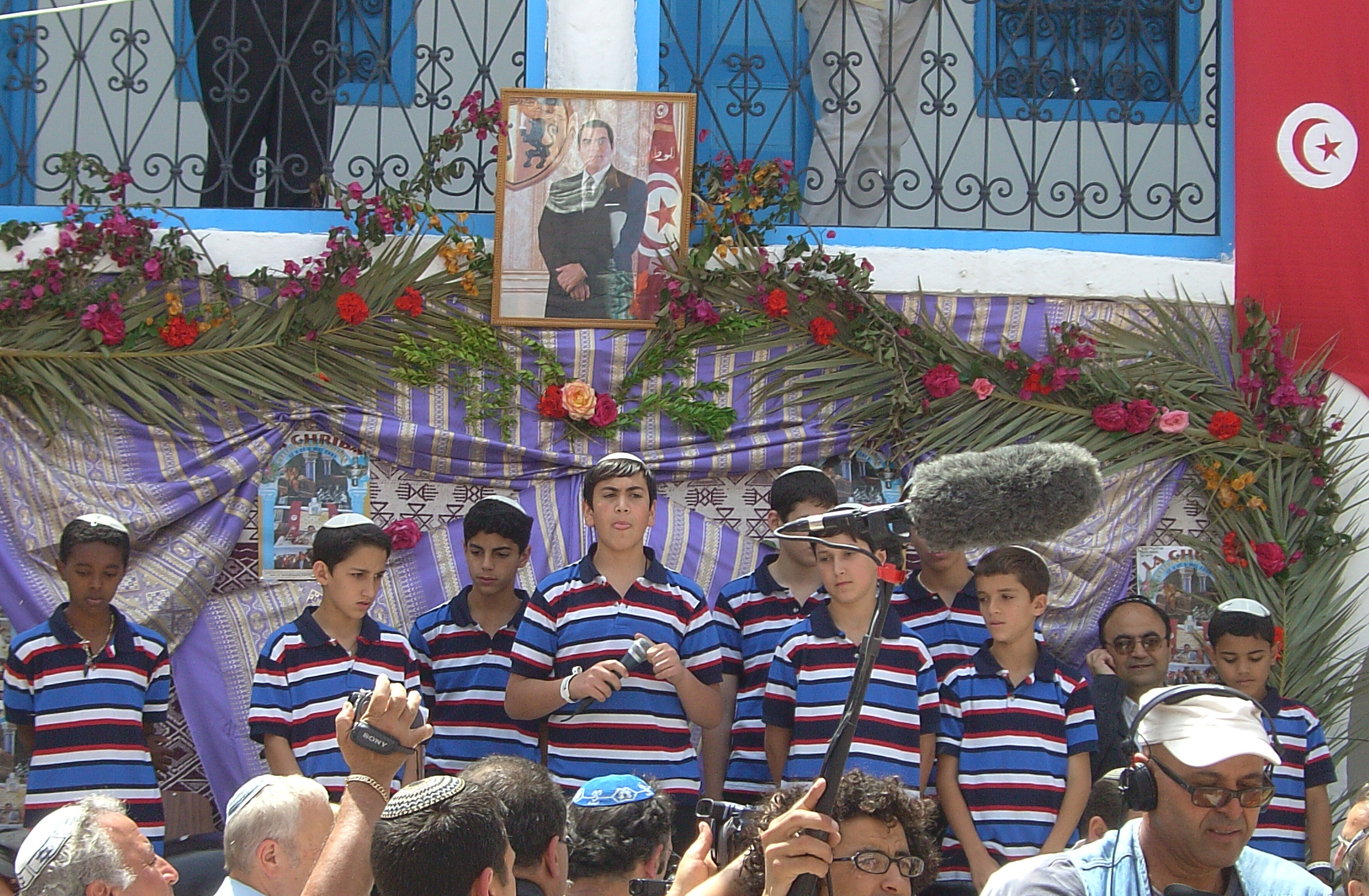
Иерусалимский хор мальчиков в Джербе, 2007 год

Отношения ухудшились в начале 2000-х с началом Второй интифады. 22 октября 2000 года президент Бен Али объявил, что он разрывает все дипломатические связи с Израилем вслед за «насилием на территориях под палестинским контролем». Израиль выразил своё разочарование решением тунисского руководства свернуть сотрудничество и закрыть офисы интересов в Тель-Авиве и Тунисе. Израильский министр иностранных дел сказал: «Похоже Тунис решил отказаться играть его потенциальную роль моста для диалога между Израилем и его соседями, таким образом нанося вред критическим усилиям по продвижению мира в регионе.»
В декабре 2020 года Алжир и Тунис закрыли своё воздушное пространство для пролёта израильского самолёта авиакомпании El Al, направлявшегося в Марокко для подписания соглашения о восстановлении дипломатических отношений.
В ноябре 2023 года законопроект «против нормализации отношений с Израилем» обсуждался в Ассамблее перед окончательным голосованием в декабре 2023 года.

## Спортивные соревнования
В июле 2018 года Всемирная федерация дзюдо лишила Тунис права на проведение международных соревнований до того момента, как власти этой страны предоставят возможность участвовать в соревнованиях израильским спортсменам.
В начале августа 2018 года Международная шахматная федерация (FIDE) направила тунисским властям письмо с требованиям предоставить равные условия участия всем участникам детско-юношеского чемпионата мира, который должен состояться в стране в 2019 году. Власти африканской страны обязались выдать визы семилетней Лиэль Левитан, чемпионке Европы по шахматам в своей возрастной группе, а также её тренеру и сопровождающим лицам.
В начале сентября 2018 года Международная федерация дзюдо (IJF) вернула Тунису и ОАЭ право на проведение международных соревнований по этому виду спорта после того, как национальные федерации этих стран и представители властей предоставили гарантии участия и недискриминации израильских спортсменов в случае проведения соревнований. Таким образом, в последующих соревнованиях представители Израиля смогут выступать в этих странах под своим национальным флагом, а также будет звучать национальный гимн в случае их победы. Несмотря на это, в том же месяце Тунис был лишён права проводить летние юношеские Олимпийские игры 2022 года у себя за дискриминацию израильтян. Право на проведение игр Совет директоров МОК передал Сенегалу.

## Евреи в Тунисе
Еврейская община Туниса насчитывала около 100 000 человек в 1948 году. К 2018 году их осталось не более 1000: почти все переехали во Францию или Израиль.
На острове Джерба находится древнейшая синагога на африканском континенте — Эль-Гриба, которая была основана около 2500 лет назад после разрушения Первого храма. Современное здание было построено в конце XIX века. В синагоге хранятся одни из самых старых сохранившихся свитков Торы в мире. Синагога неоднократно подвергалась нападениям: в 2002 году рядом с ней был взорван автомобиль, а в январе 2018 года в окно была брошена бутылка с зажигательной смесью.
В декабре 2018 года министерство туризма Туниса возглавил Рене Трабелси, еврей по национальности, выходец из еврейской общины с острова Джерба. После его назначения в стране прошли демонстрации и акции протеста, призывающие «сионистов убраться из Туниса».